# ラマになった王様2 クロンクのノリノリ大作戦
『ラマになった王様2 クロンクのノリノリ大作戦』（Kronk's New Groove）は、2005年に公開されたアメリカのウォルト・ディズニー・カンパニーが製作したオリジナルビデオ。アニメーション映画『ラマになった王様』の続編である。

## あらすじ
クロンクは、レストランの外へ飛び散ったチーズフォンデュの中で泣き崩れていた。どうしてこんな事になったのか、クロンクの回想に入る。
まずは前作『ラマになった王様』の場面をコマ送りで再生するが、途中、クロンクの幼少期の姿が誤って映される。
回想。クロンクはイズマときっぱり手を切り、シェフが居なくなっていたレストランの新たなシェフとして新たな人生を歩んでいた。
…とその時、クスコ(前作の主人公。クロンクの旧敵であり、国王)が宮廷から生放送で、今作の説明と再登場の予告をした。その後クロンクの回想に戻る。
回想の続き。ある日、パピー（クロンクの父）から会いに来るという知らせを受け取り狼狽する。子供の頃からクロンクはパピーに「よくやった」とサムズアップをもらおうといろんな事に頑張っていたが、厳格なパピーからは認められず、叱咤され続けていた。そんなパピーにクロンクは、嫁と子供と丘の上にマイホームがあると伝えており、それを見に来るというのだった。
実は、クロンク、一時的とは言え、丘の上のマイホームも素敵な彼女もいたのだった。……と、同じレストランで働く無愛想なウェイトレスマタに吐露するクロンクは、回想の中で更に回想に入る。
回想中回想その1。マイホーム購入資金を貯めるために老人ホームへ食品配達をするクロンクの前にイズマが現れ、イズマの造った怪しげな不老長寿と若返りの薬を老人ホームの老人たちに売りつけて一儲けしようと持ちかける。薬はインチキなのだが、なぜか老人たちは元気になり、次々に薬を買い求める。薬を買う金が必要なので老人ホームを売りたいという老人たちと契約が成立し、クロンクは丘の上の老人ホームを取り壊してマイホームを建てる。
クスコの感想その1。怒って、イズマを「詐欺師」と罵る。その後クロンクの回想中回想その1に戻る。
回想中回想その1の続き。美人秘書も雇い、豪勢な生活をしていたクロンクの元に、一文無しになった老人ヒルディ(前作の冒頭でクスコ城を追い出されたが、ラストでクスコを宥めた)が薬を乞いにやって来た。薬を飲む前も飲んだ後もヒルディにまったく変化がない事に気付いたクロンクは、ヒルディに騙されていることを教える。その頃、町では全財産を失っても薬を欲する人々がイズマを女王にと推す市民集会を開いていた。クロンクは市民集会に乗り込み、薬が偽物であることを告発する。
老人達はイズマに対して反乱を起こし、一揆になって追撃しようとするが、イズマが薬を取り出し飲んで愛らしいピンク色のウサギに変貌し、攻撃の意思を和らげた。しかし、ウサギの天敵のワシに捕まってしまう。全財産を失い、老人ホームも失ってホームレス生活になっていた老人たちに、クロンクは丘の上のマイホームを提供する。
回想中回想その2。クロンクはボーイスカウト「シマリスキャンプ」のリーダーとなっていた。キャンプ大会でクロンクがリーダーを勤めるチームは2年連続優勝していて子供たちからの人気も高かった。その年は、女性リーダーのバードウェルがライバルチームとして大会に参加していた。クロンクとバードウェルは互いをライバル視し、競い合いながらも次第に惹かれ合う。気の早いクロンクは、パピーに運命の人を見つけたと手紙で報告してしまっていた。
クスコの感想その2。感動の挙げ句に、前作にも登場した人形を抱いて泣いていたが、1人と1個で鼻をかむ。その後クロンクの回想中回想その2に戻る。
回想中回想その2の続き。キャンプ大会の最終日、クロンクはバードウェルにプレゼントを送り、今まで張り合って、勝つ事にばかりを考えていたが、今日は相手を敵だと思わず、張り合わないように誓う。しかし、それまでクロンクが3年連続優勝のために「何をしてでも勝つ」と言い続けていたために、子供の1人、ティポ（パチャの息子）がズルをしてしまい、バードウェルのチームは大失敗してしまう。クロンクは考えた末に、ティポを叱るバードウェルに自分のせいだと告げた。怒ったバードウェルはプレゼントをクロンクに付き返して去って行ってしまった。
回想中回想が2つとも終わる頃、パピーの乗った馬車がレストランに近づいて来ていた。クロンクはレストランに来ていたパチャに家と嫁（チチャ）を貸してくれるように懇願。クロンクとバードウェルが仲違いしたのは自分のせいでもあるとティポも懇願するが、説得が終わる前にパピーが到着。クロンクは逃げて、パチャとティポもそれぞれ引っ込んだ。残されたチチャとチャカ（パチャの娘）をクロンクの嫁と子供であると、パチャ宅をクロンク宅であると、パピーは勘違いして満足げになる。そこへクロンクを助けるためにと、女装したパチャが嫁のふりをして現れ、パチータと偽名を使う。ティポにクロンクの窮地を教えられたヒルディも女装して嫁のふりをして現れ、更には、肩車して大人の背丈になりクロンクの嫁のふりをするボーイスカウトの子供たちや、赤ちゃんの格好をした老人たち、かつて雇っていたがヘッドハントされた筈の美人秘書も嫁の服装をして現れたうえに、女装したクスコまで嫁のふりをして現れる。さすがに誤魔化しも効かなくなってパピーの怒りも爆発寸前。更に、大騒動のレストランの中で火にかけっぱなしだったチーズフォンデュの鍋が加熱し過ぎて、クスコの言葉に思い出したクロンクが駆けつけるも間に合わず、チーズが爆発してしまう。
回想が終わり、嫁も丘の上のマイホームも何も持っていないことが明らかになって落ち込むクロンクをパピーは厳しく叱る。だが、老人たちがクロンクを弁護した。マタもクロンクは友達の為に何もかもなくしたのだと弁護する。クロンクは改めて周囲の人々を見て、自分は何も持っていないわけではなく、周りにこんな良い人たちがいるのだ、他に必要なものはないと気づく。
パピーはそんなクロンクに「まだ欲しいものがあるだろう」とサムズアップを見せクロンクを認めるのだった。
そこへティポがバードウェルを連れてやって来た。事情を理解したバードウェルとクロンクは手に手を取って踊りだす。マタとパピーはそんな2人に、真実の愛を見る。
一方、イズマはワシの巣に居たが、卵が孵り雛が襲い掛かって来る。
エンディングではクロンクとバードウェルの結婚式と新婚旅行の写真が描かれる。それによると、パチャとは互いに家族ぐるみの付き合いをしたらしい。

## キャスト
| キャラクター | 原語声優版                   | 日本語吹替   |
| ------------ | ---------------------------- | ------------ |
| クロンク     | パトリック・ウォーバートン   | 堀内賢雄     |
| バードウェル | トレイシー・ウルマン         | 斎藤恵理     |
| イズマ       | アーサー・キット             | 京田尚子     |
| クスコ       | デヴィッド・スペード         | 森久保祥太郎 |
| パチャ       | ジョン・グッドマン           | 楠見尚己     |
| チチャ       | ウェンディ・マリック         | 一柳みる     |
| パピー       | ジョン・マホーニー           | 大塚周夫     |
| ルディ       | ジョン・フィードラー         | 松岡文雄     |
| マタ         | パティ・ドイチュ             | 定岡小百合   |
| チャカ       | ジェシー・フラワー           | 黒葛原未有   |
| ティポ       | イーライ・ラッセル・リネッツ | 大久保祥太郎 |
| バート       | ジェフ・ベネット             | 大川透       |
| イピ         | ジェフ・ベネット             | 北村弘一     |
| ヒルディ     | エイプリル・ウィンチェル     | 峰あつ子     |
| マージ       | エイプリル・ウィンチェル     | 森谷恵利     |
| ティナ       | エイプリル・ウィンチェル     | 森谷恵利     |
| バッキー     | ボブ・バーゲン               | 原語版流用   |

## 挿入歌
1. 『クロンクは人気者』（歌：柴田穂積、ミュージック・クリエイション）
2. 『イズマの野望ソング』（歌：京田尚子、ミュージック・クリエイション）
3. 『シマリス・スカウトのマーチ』（歌：黒葛原未有、大久保祥太郎、千葉翔也、宇山玲加、永嶌花音）

## 日本語版制作スタッフ
- 演出：加藤敏
- 翻訳・訳詞：佐藤恵子
- 音楽演出：深澤茂行
- 録音・調整：吉田佳代子
- 録音制作：(株)東北新社
- 制作監修：津司大三／船橋美里
- 日本語版制作：DISNEY CHARACTER VOICES INTERNATIONAL, INC.

## ノミネート
2006年、アニー賞 Best Home Entertainment Productionと映画部門のストーリーボーディング賞と脚本賞 
にノミネートされた

## トリビア
- 冒頭でクロンクが、飛び散ったチーズフォンデュでくまのプーさんのような熊の模型を作っている（が、すぐに壊れている）。
- 新たなる研究室へ移動するコースターにクロンクとイズマが乗っている時に、小さな世界が流れている。
- わんわん物語のパロディが行われている。クロンクがトランプの、バードウェルがレディの側にいる。